# Charciabałda
Charciabałda – wieś sołecka w Polsce położona w województwie mazowieckim, w powiecie ostrołęckim, w gminie Myszyniec.

## Położenie
Miejscowość o rozproszonej zabudowie leży na Równinie Kurpiowskiej, w sąsiedztwie dużych kompleksów leśnych Puszczy Zielonej. Graniczy z rezerwatem przyrody Czarnia, chroniącym starodrzew dawnych borów, gdzie można jeszcze zobaczyć kilka barci w sosnach z czasów, kiedy słynne było tu bartnictwo.

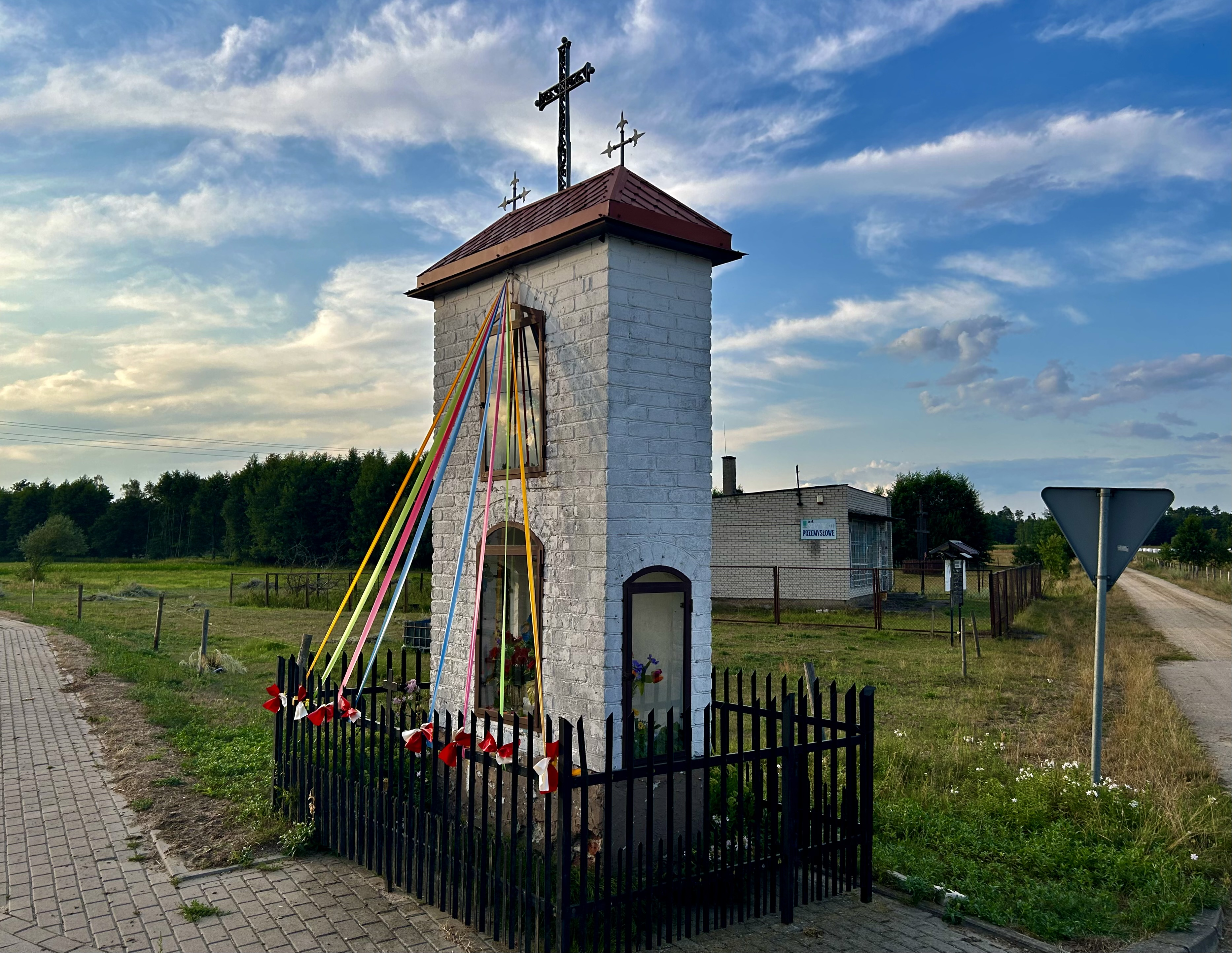
Kapliczka w Charciabałdzie (2024)

## Historia
Miejscowość tę założył w 1782 r., na mocy nadania gruntów panu Olendrowi, starosta ostrołęcki Antoni Małachowski.

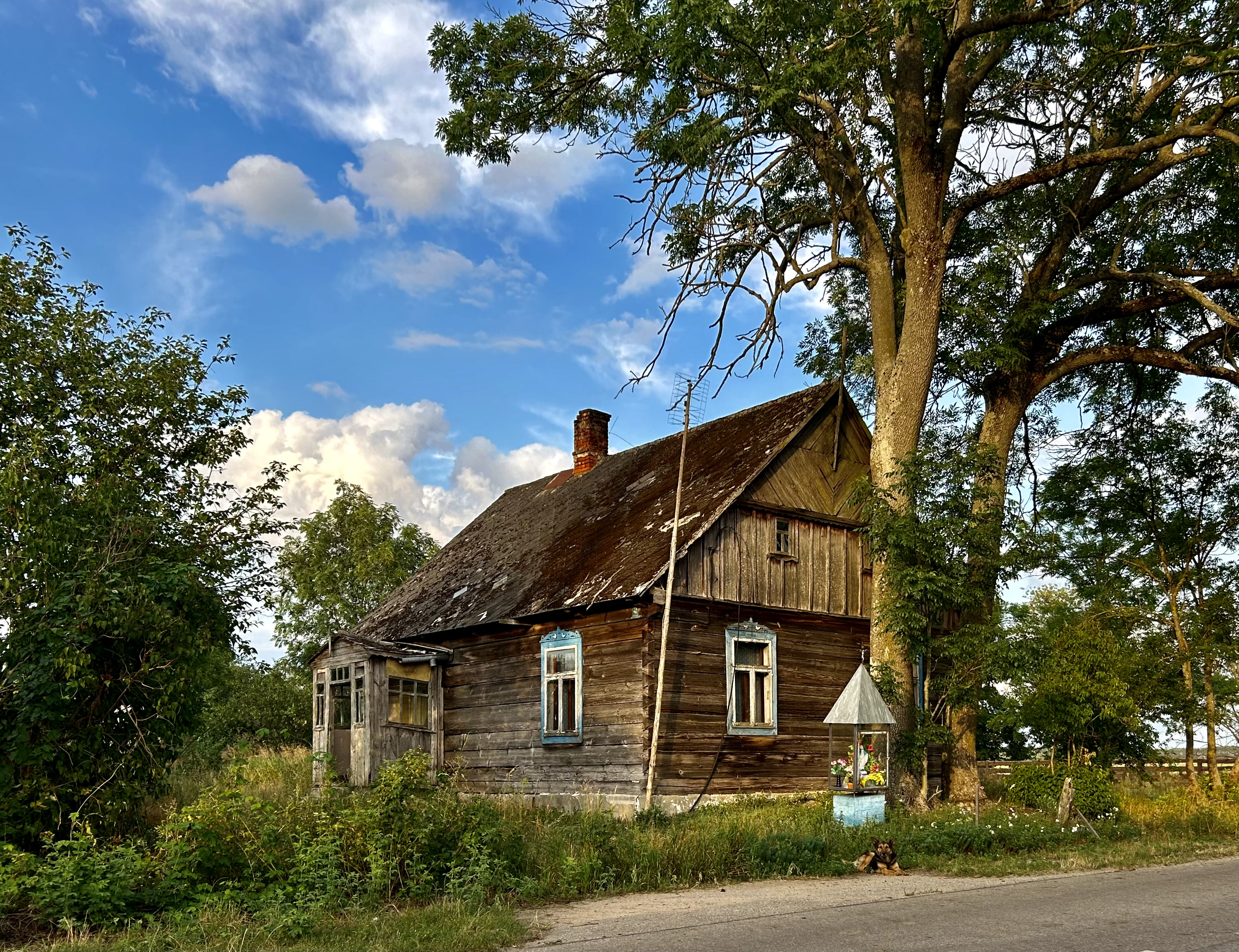
Jedna z drewnianych wiejskich chałup (2024)

Według Powszechnego Spisu Ludności z 1921 roku wieś zamieszkiwało 214 osób, 209 było wyznania rzymskokatolickiego a 5 mojżeszowego. Jednocześnie 209 mieszkańców zadeklarowało polską przynależność narodową, a 5 żydowską. Było tu 35 budynków mieszkalnych. Miejscowość należała do parafii rzymskokatolickiej w Myszyńcu. Podlegała pod Sąd Grodzki w Myszyńcu i Okręgowy w Łomży; właściwy urząd pocztowy mieścił się w m. Czarnia.
W wyniku agresji III Rzeszy na Polskę we wrześniu 1939 tereny byłej gminy znalazły się pod okupacją niemiecką i do wyzwolenia weszła w skład Landkreis Scharfenwiese, Regierungsbezirk Zichenau III Rzeszy.

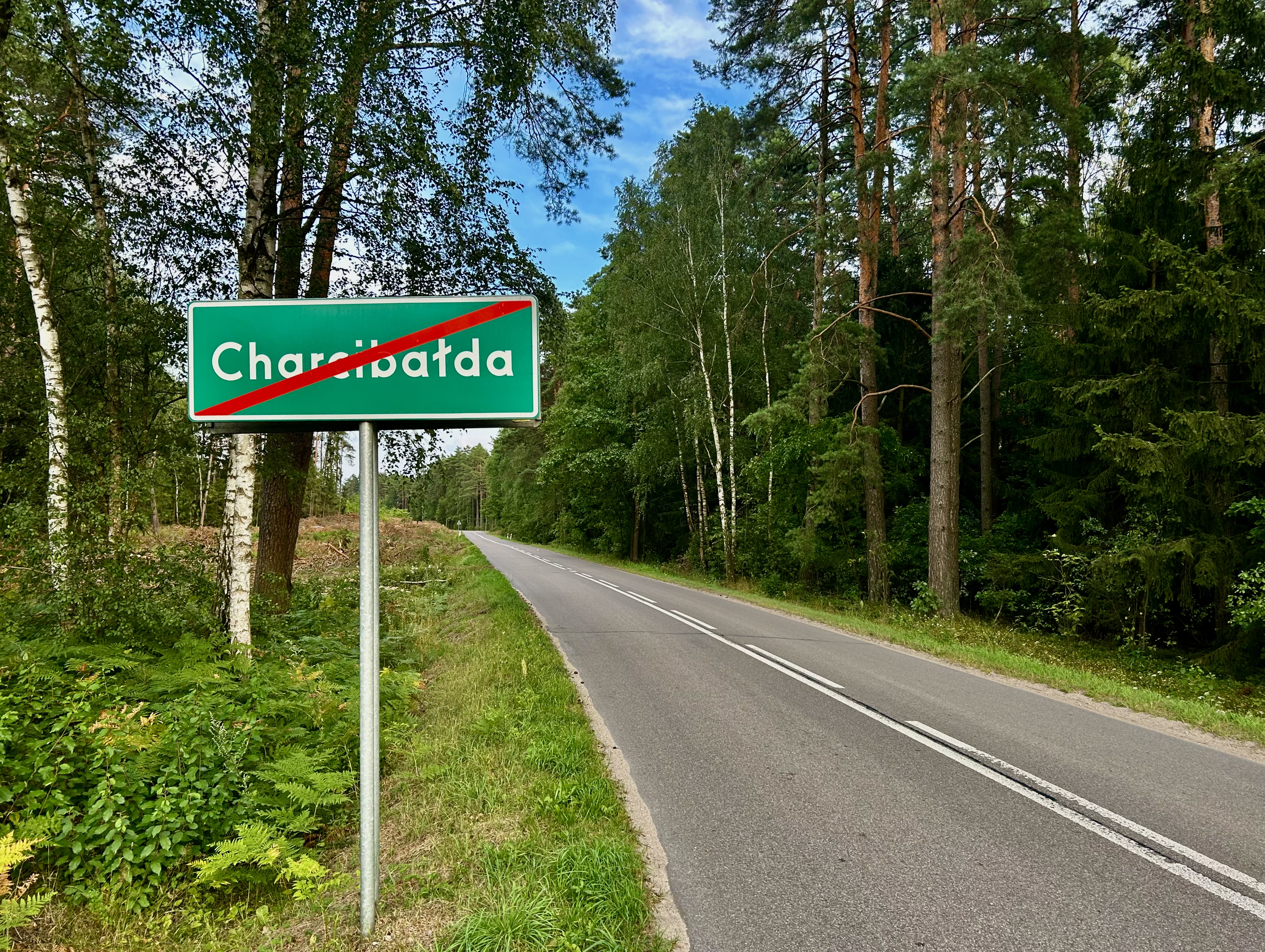
Tablica z nazwą miejscowości (2024)

Nocą 2/3 października 1944 wojska niemieckie wkroczyły do wsi w poszukiwaniu partyzantów, którzy ukryli się w kilku okolicznych wsiach z powodu zbyt dużego nagromadzenia wojsk niemieckich w strefie przyfrontowej. W zabudowaniach należących do Józefa Olendra w Charcibałdze ukrywał się dowódca IV Rejonu AK Myszyniec, Obwodu Ostrołęka, Okręgu Białystok komendant Kazimierz Stefanowicz „As”. Wraz z nim przebywał także Stanisław Stefanowicz „Nemo”, porucznik oddziału AK, dowódca kompanii Myszyniec. Kiedy Niemcy podpalili zabudowania na posesji gospodarza u którego się ukrywali, Kazimierz Stefanowicz zdołał zbiec, ale Stanisław został zastrzelony i zginął na miejscu. Józef Olender najprawdopodobniej zginął w obozie koncentracyjnym Stutthof, choć brakuje dokumentacji potwierdzającej jego pobyt. Informacje o miejscu pobytu dowódców, Niemcy uzyskali od pochwyconego partyzanta Ryszarda Tokarskiego „Rysia”, od którego wymusili zeznania.
W latach 1975–1998 miejscowość administracyjnie należała do województwa ostrołęckiego.

### Nazwa
W 1880 podawano nazwę rozdzielną Charcia Bałda. Nieco starsza nazwa tej miejscowości to Charecobałd, którą podaje Oskar Kolberg w Mazowsze cz. IV. Mazowsze Stare. Kurpie, spotyka się również nazwę Charcibałda.

## Demografia
W XXI wieku wieś poważnie się wyludnia.
Liczba mieszkańców miejscowości na przestrzeni lat:
- 1827 – 63[15]
- przed 1880 – 227[15]
- 1921 – 214[11]
- 2011 – 364[16]
- 2021 – 152[2]

## Zabytki
Rejestr Narodowego Instytutu Dziedzictwa nie ujawnia żadnych zabytków na terenie miejscowości. W miejscowości znajdują się m.in. drewniane chałupy: nr 2 z pocz. XX w i nr 31 z poł. XIX w.

## Religia
Wierni kościoła rzymskokatolickiego należą do parafii Trójcy Przenajświętszej w Myszyńcu.

## Nawiązania
Bronisław Kazimierz Przybylski nazwę tej miejscowości zamieścił w tytule utworu w Czterech Nokturnach Kurpiowskich – pt. Ciemna noc nad Charcibałdą. O miejscowości tej także śpiewa np. zespół No To Co w piosence pt. Dokąd jedziecie Panie Michale?